# Omphalodes japonica
Omphalodes japonica är en strävbladig växtart som beskrevs av Carl Maximowicz. Omphalodes japonica ingår i släktet lammtungor, och familjen strävbladiga växter. Utöver nominatformen finns också underarten O. j. echinosperma.

## Bildgalleri

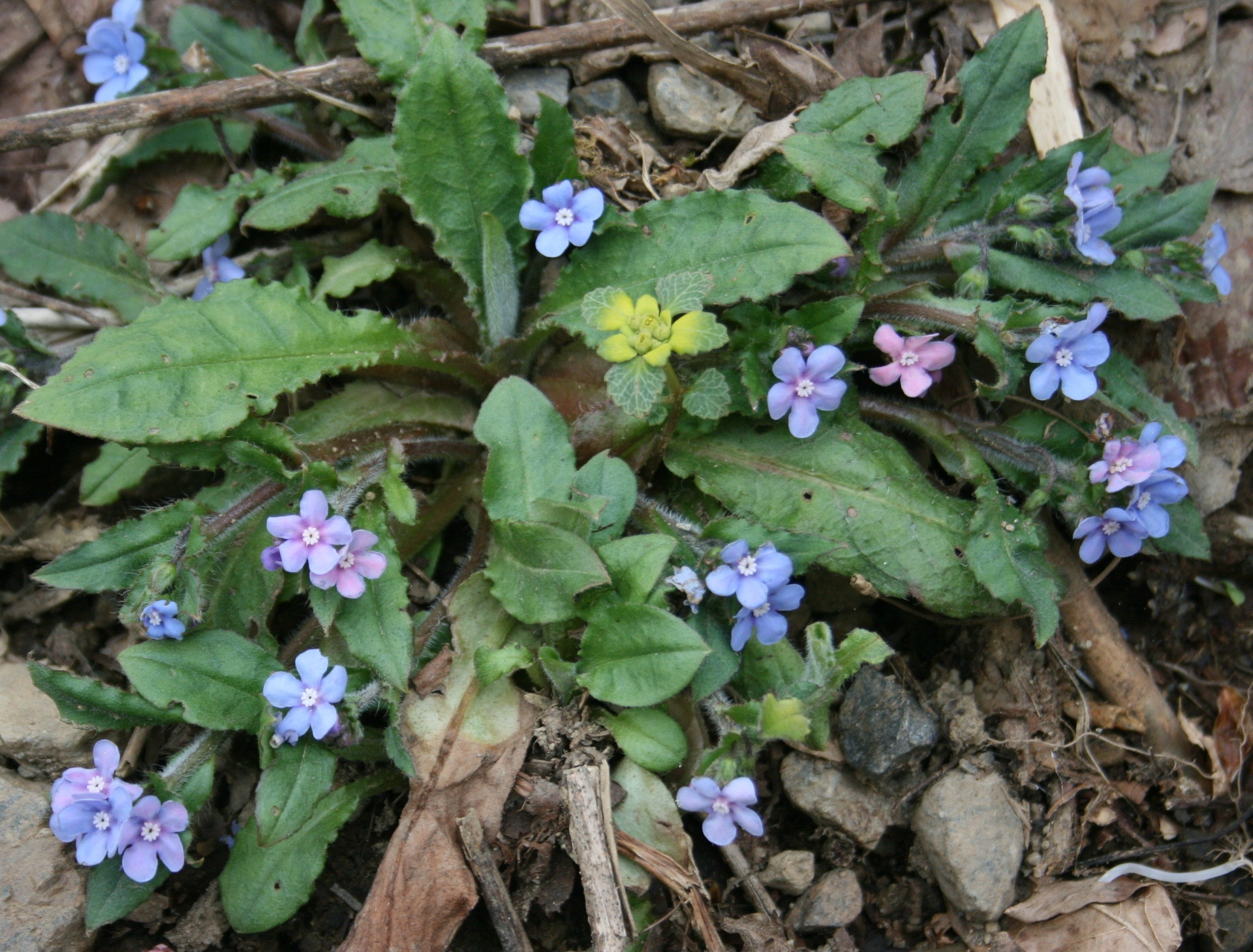